# Pörtschach am Wörthersee
Pörtschach am Wörthersee (en slovène : Poreče), parfois simplement Pörtschach ou Poertschach, est une commune autrichienne dans le district de Klagenfurt-Land, en Carinthie. Située sur les bords du lac Wörthersee, c'est une station climatique est une destination touristique populaire.

## Géographie
Pörtschach se situe sur la rive nord du lac Wörthersee, face à Maria Wörth, à environ 14 km à l'Ouest de Klagenfurt. Le territoire communal comprend les deux quartiers de Pörtschach et de Sallach.

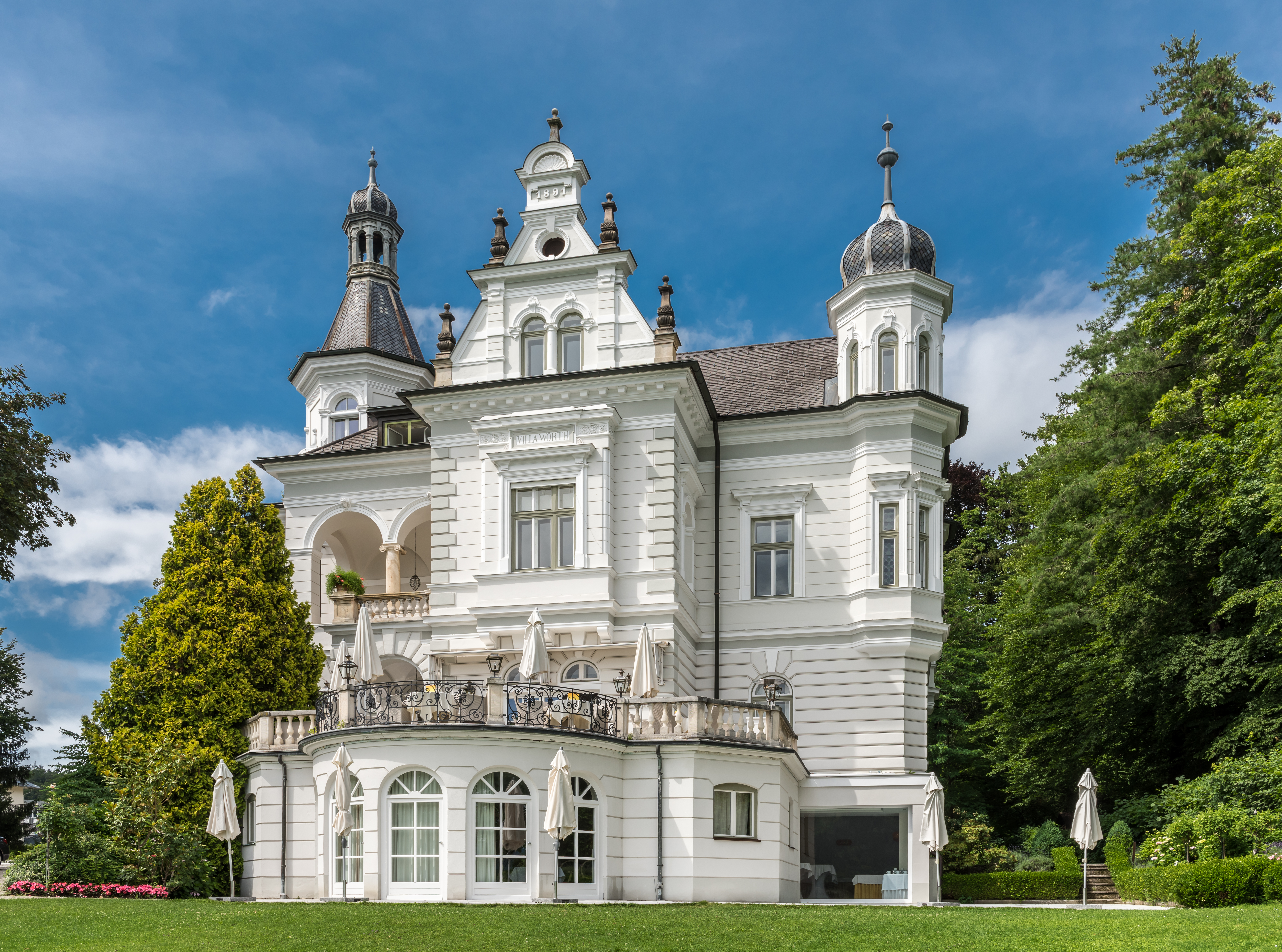
Villa Woerth à Pörtschach.
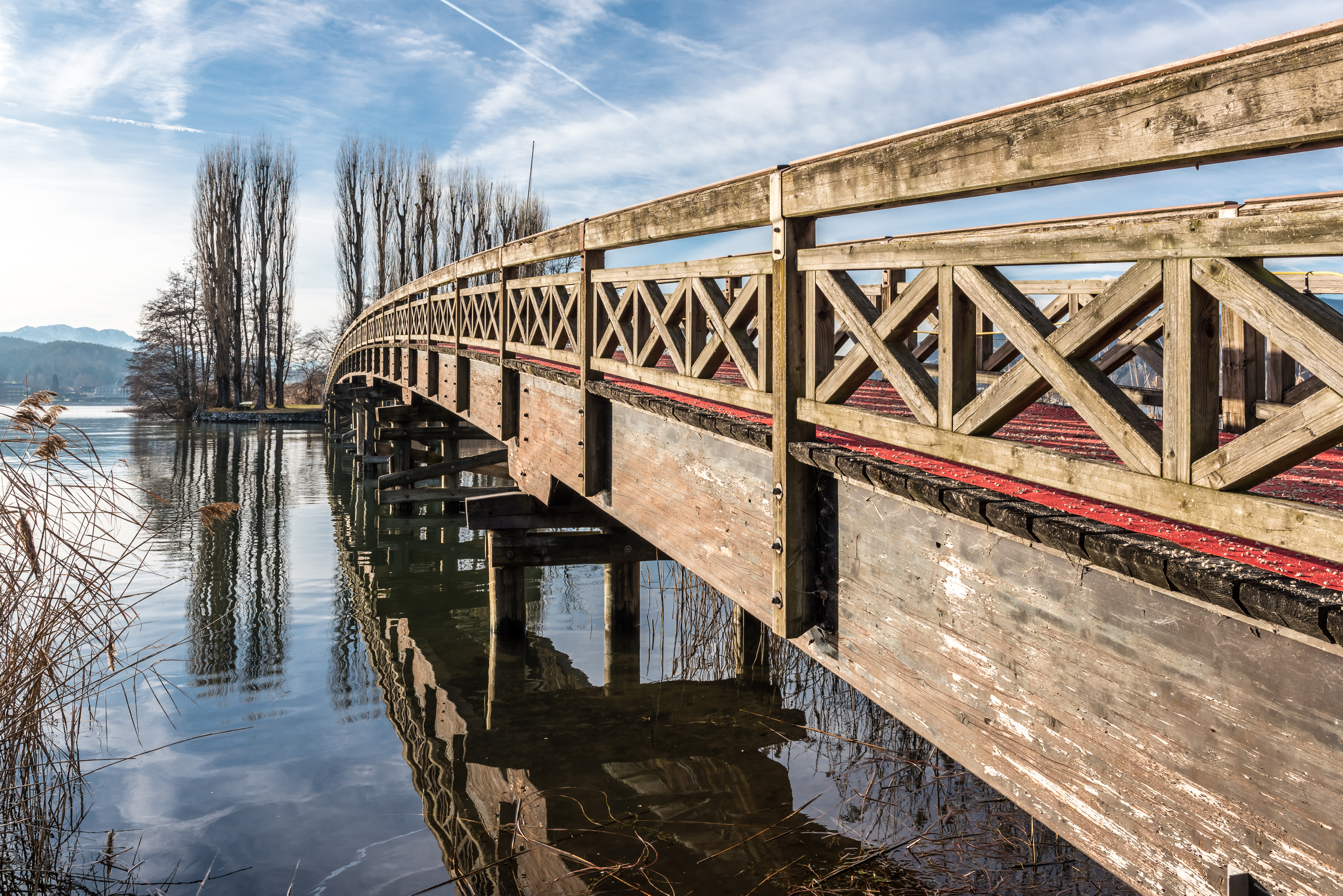
Le pont vers la Blumeninsel ("ile des fleurs").
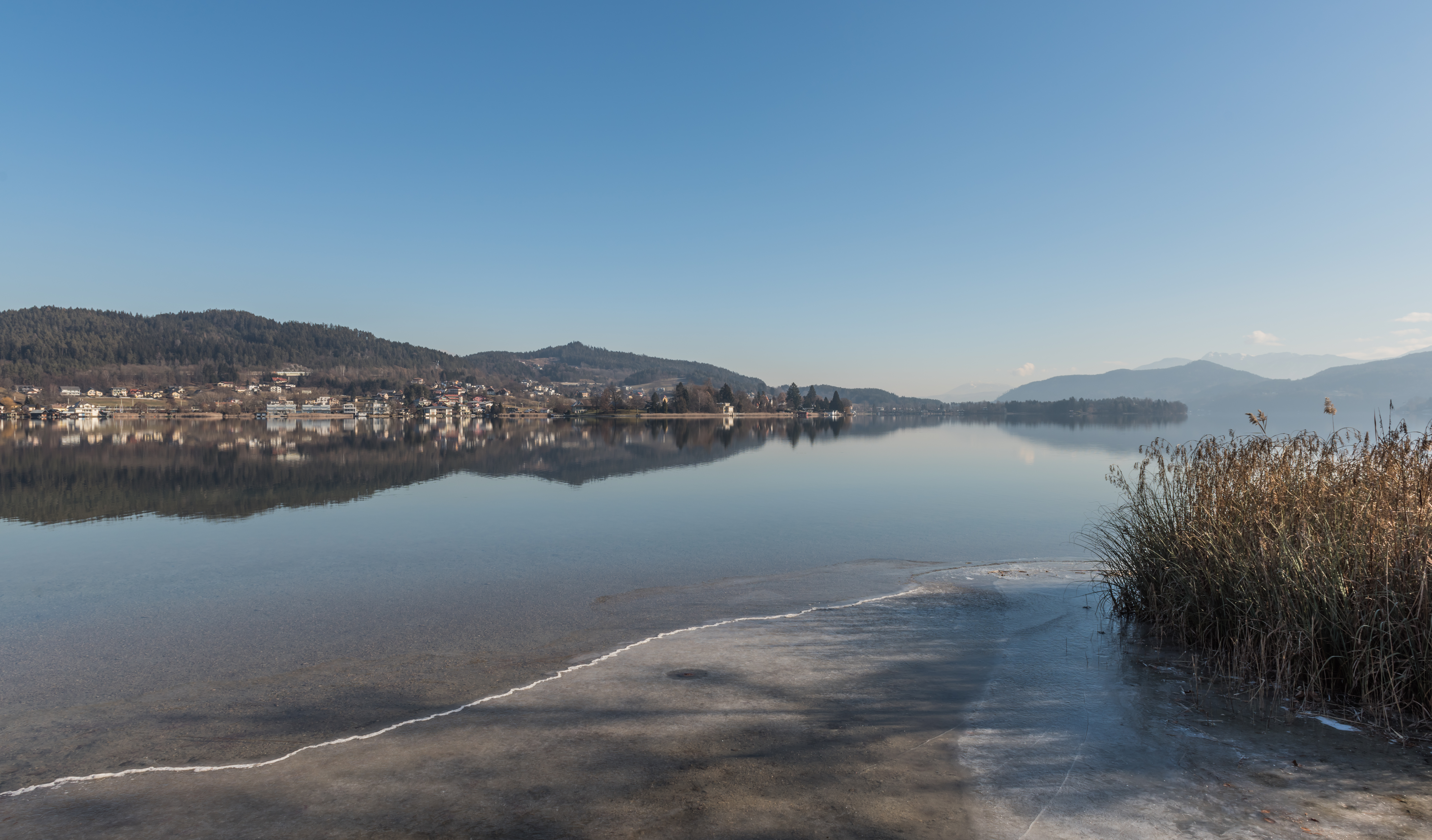
Promenade.
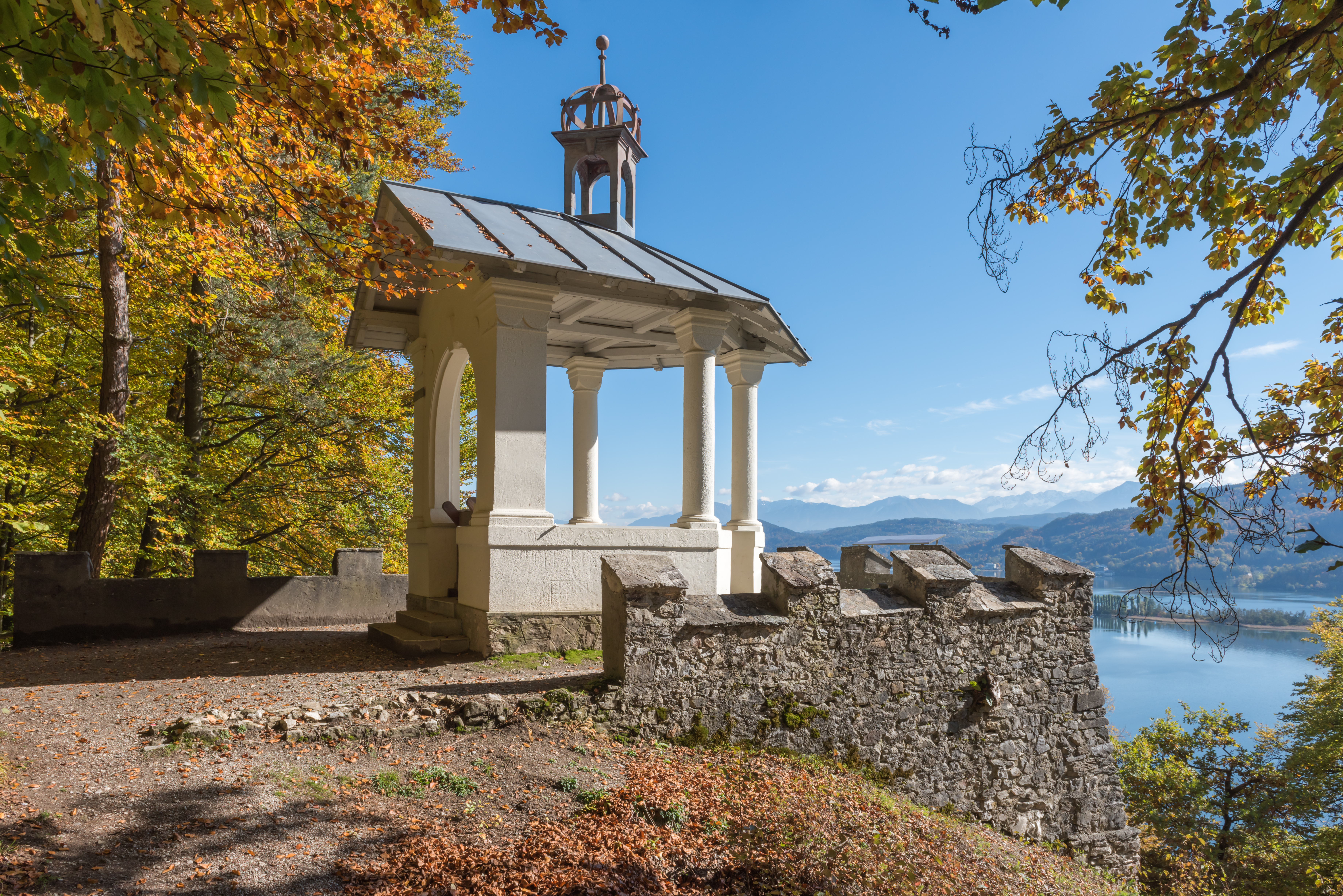
Gazébo Hohe Gloriette (Haute gloriette) sur le Glorietteweg.
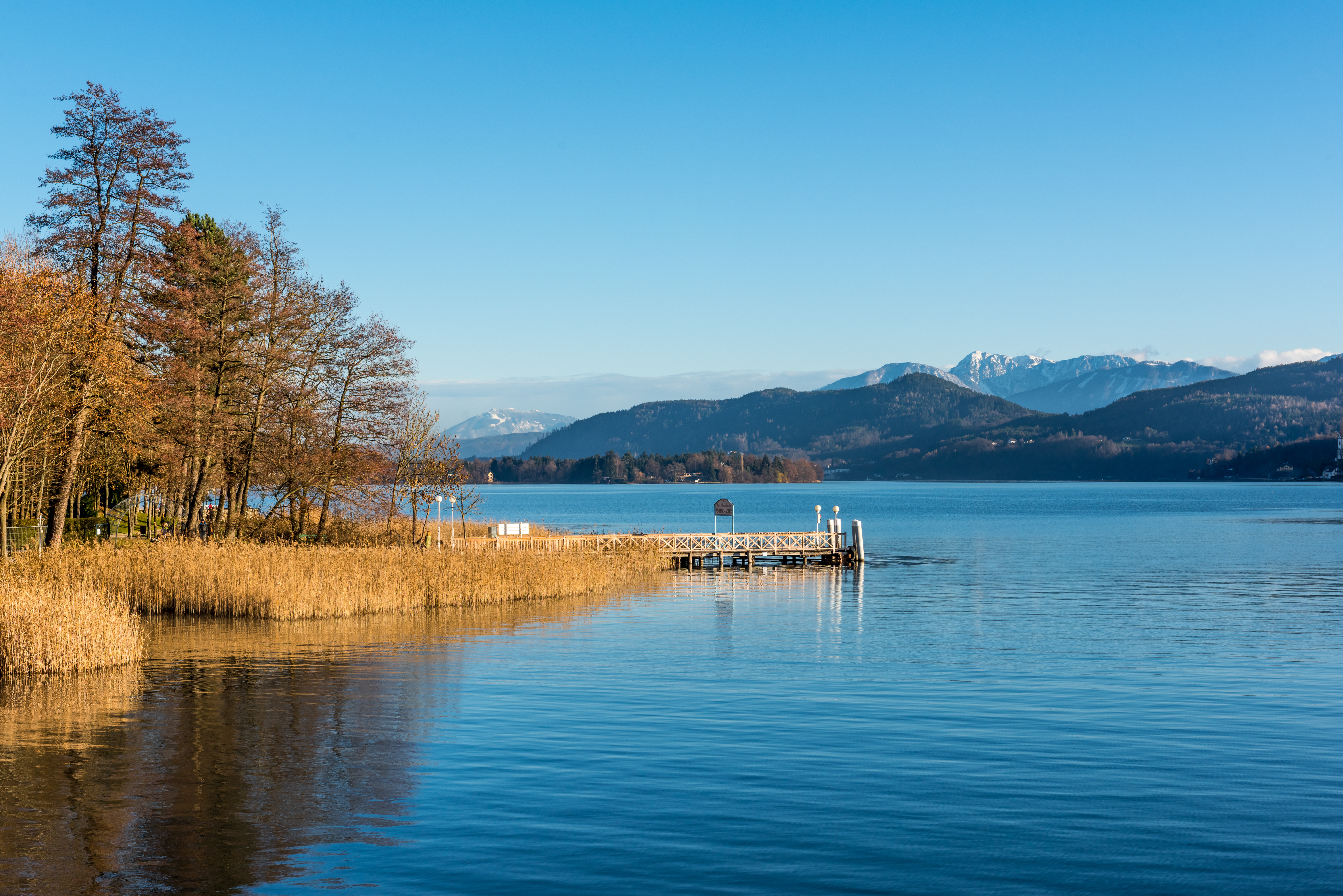
Un quai, un lac, des montagnes.
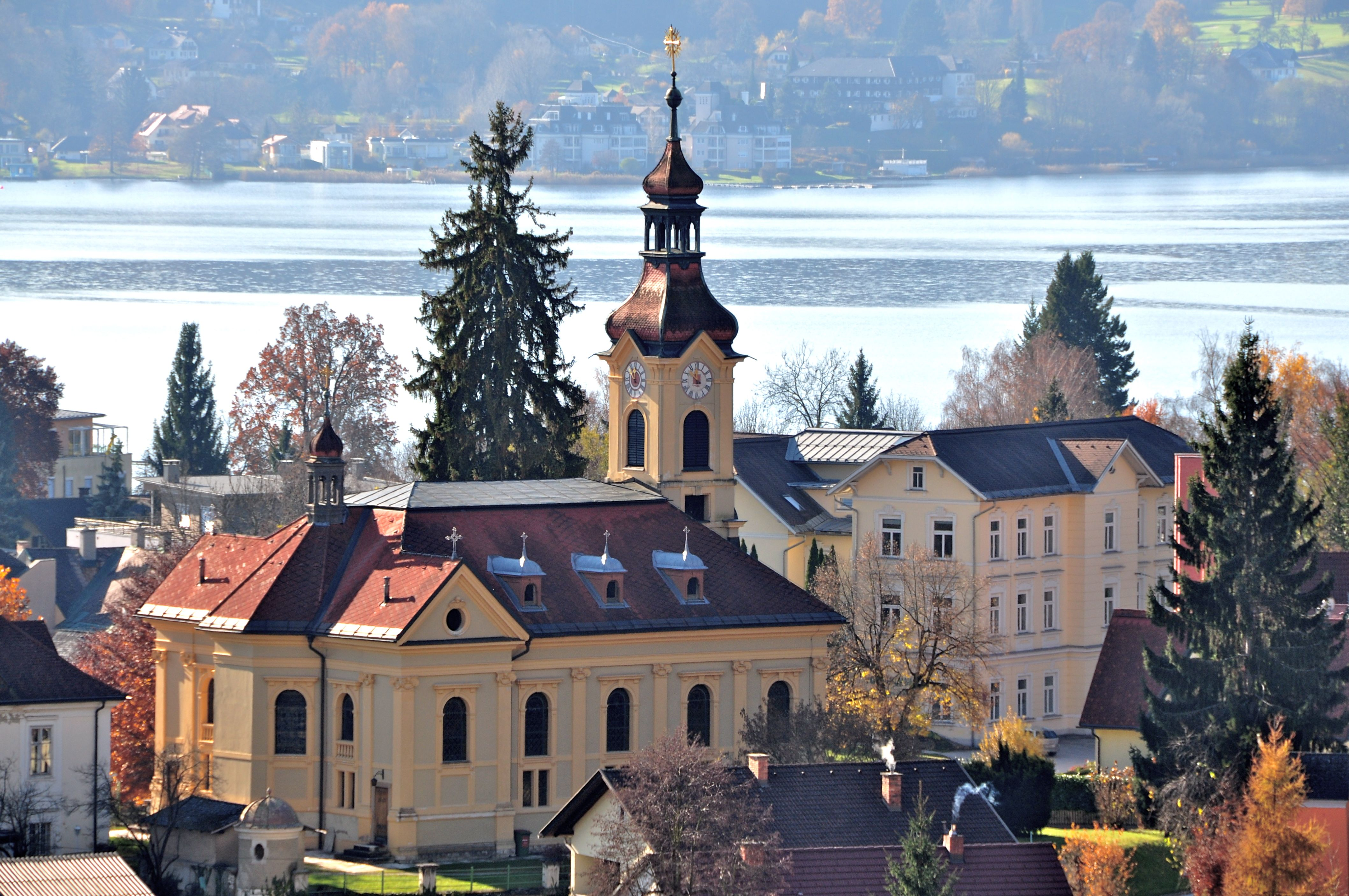
L'église paroissiale Saint-Jean-Baptiste.
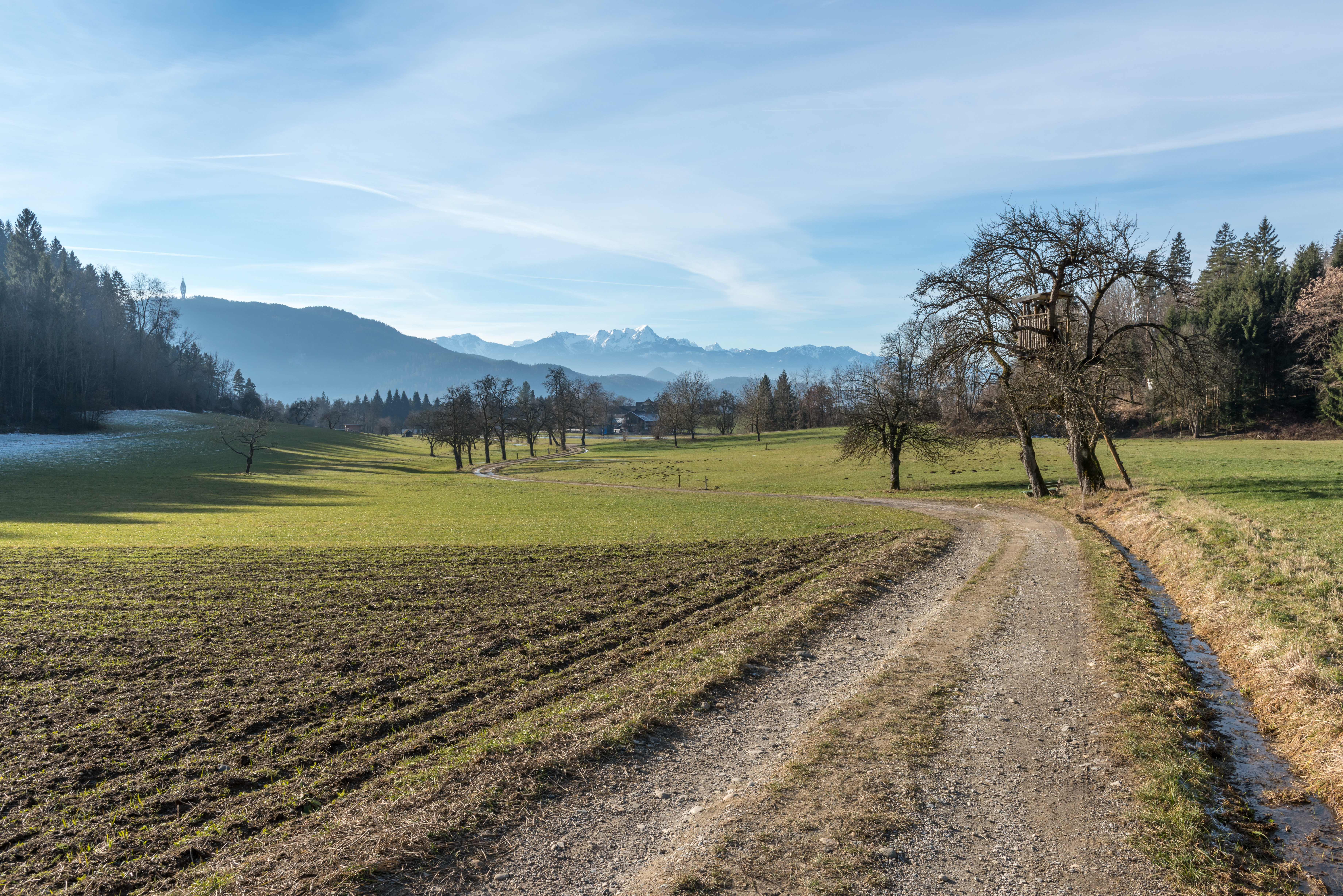
Autour du village de Winklern.
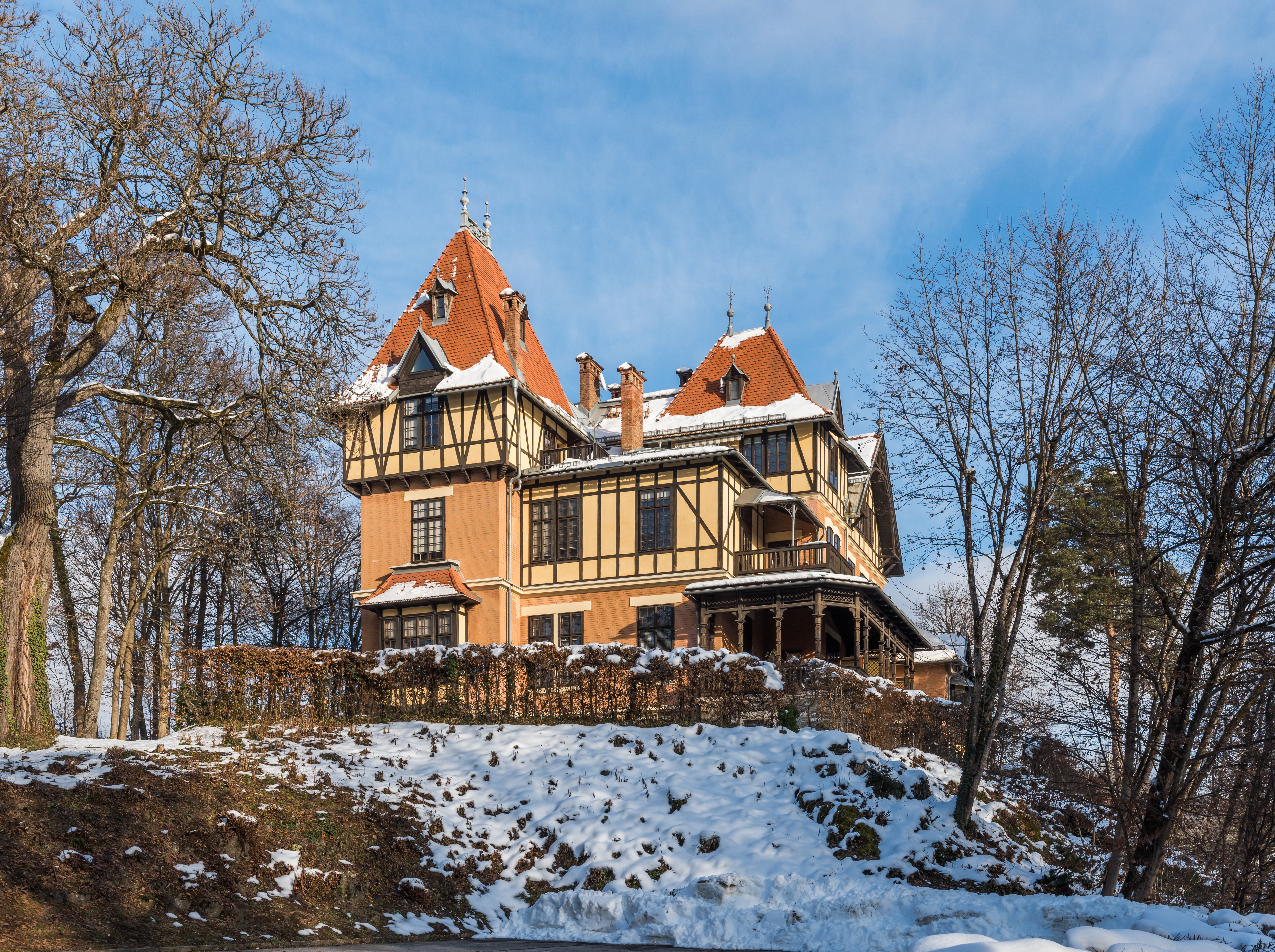
La villa Hoyos à Pörtschach am Wörthersee.

## Histoire
Le site était probablement déjà peuplé à l'âge de pierre ; dans l'Antiquité, une voie romaine traversant le Norique longe la rive nord du lac. Vers l'an 600, des colons slaves s'y sont installés, lorsque la région faisait partie de la principauté de Carantanie. Le nom du lieu (porecah, « au bord des eaux ») est d'origine slave. Pörtschach, dont on parle pour la première fois en 1150, était un bourg fortifié dans le duché de Carinthie ; une église est évoquée en 1328.
Au XIXe siècle, notamment après l'arrivée en 1864 du chemin de fer Südbahn qui reliera le lac Wörthersee à Vienne, le tourisme connut un essor vigoureux. Pörtschach a reçu de nombreux invités illustres tels que l'empereur François-Joseph Ier, Johann von Herbeck, Gustav Mahler et Johannes Brahms. Aujourd'hui, la commune poursuit les objectifs du tourisme durable.

## Jumelage
La commune de Pörtschach est jumelée avec :
- Rivignano (Italie)

## Culture
Pörtschach accueille chaque année le Concours international Johannes Brahms (Johannes Brahms-Wettbewerb) en août / septembre.

## Personnages liés à la commune
- Johannes Brahms (1833 - † 1897)
C'est à Pörtschach que Brahms composa en été 1877, pendant des longues semaines de villégiature, la plus grande partie de sa Symphonie no 2. Selon lui, dans une lettre envoyée à Clara Schumann, il s'est arrêté sur le chemin à Vienne et décide de rester, passant également les deux étés suivants ici.
- Hugo Meurer (1869 - † 1960) : amiral.